# Exchange Island
Exchange Island ist eine winzige Insel vor der Nordostküste der Karibikinsel Antigua des Staates Antigua und Barbuda.

## Lage und Landschaft
Exchange Island liegt zusammen mit weiteren kleinen Eilanden (Galley Islands, Hells Gate Island, Red Head Island, Great Bird Island, Rabbit Island und Lobster Island) vor der Nordspitze der Insel Guiana Island am Nordostende des North Sound. Sie liegt in einer zentralen Position, in der Flucht von Monocle Point auf Guyana Island nach Hells Gate Island im Norden und bildet damit die Grenze zwischen Pauls Bay und Grape Bay. Verwaltungsmäßig gehört sie zum Saint Peter Parish.

## Nutzung und Naturschutz
Seit 2006 gehört die Insel zum North East Marine Management Area (NEMMA, 78 km²), ein recht unspezifisches Schutzgebiet. 2007 wurde auch ein Offshore Islands Important Bird Area (AG006), unter dem die antiguanischen Nebeninseln als bedeutenden Gebiet für Küstenvögel zusammengefasst sind, festgestellt.